# إدوارد إف. ستيفنز
إدوارد إف. ستيفنز (بالإنجليزية: Edward F. Stevens) هو مهندس معماري أمريكي، ولد في 1860، وتوفي في 1946.